# Hirticlavula elegans
Hirticlavula elegans — вид базидіомікотових грибів родини клаварієві (Clavariaceae). Описаний в 2014 році на основі зразків, що були зібрані у Норвегії і Данії у 1995 році.

## Опис
Hirticlavula elegans утворює білі плодові тіла 800—1100 мкм заввишки. Кожне плодове тіло містить плодючу головку на вершині волосистого стебла. Плодові тіла ростуть прямо з мертвої кори або дерева, де вони харчуються, як сапротрофи. Головка плодового тіла має розміри 230—260х90-200 мкм, а стовбур 600—800 мкм заввишки та 40-60 мкм завширшки. Плодові тіла в основному зберігають свою форму при висиханні, але отримують кремовий відтінок.

## Поширення та екологія
Вид виявлений у Норвегії та Данії. Росте під корою дерев. Виявлений на дубі, вербі, ліщині та, можливо, березі. На відміну від інших представників родини, що є біотрофами (тобто живляться живими тканинами рослин), Hirticlavula elegans є сапротрофом, тобто живиться мертвою органікою.